# Lindsey Vuolo
Lindsey Vuolo (Princeton, Nueva Jersey, 19 de octubre de 1981) es una modelo y actriz norteamericana que fue playmate de noviembre de 2001 de la revista playboy. Además de su aparición en la revista también lo hizo en varios videos playboy y ediciones especiales de la revista.

## Filmografía
- The Weekend (2007)
- Playmates in Bed
- Playboy Video Playmate Calendar 2003
- Playmates Unwrapped